# Zeta Cassiopeiae
Désignations
Zeta Cassiopiae (ζ Cas/17 Cas), également nommée Fulu, est une étoile de la constellation de Cassiopée, située juste en dessous de Alpha Cassiopeiae. Elle est située à 590 années-lumière de la Terre. C'est une sous-géante bleue, de type B et de magnitude apparente +3,67.
Elle appartient à un groupe d'étoiles variables inhabituelles connues sous le nom d'étoiles à pulsation lente.